# Osadce, Petropavlivka
Osadce (în ucraineană Осадче) este localitatea de reședință a comunei Osadce din raionul Petropavlivka, regiunea Dnipropetrovsk, Ucraina.

## Demografie
Componența lingvistică a localității Osadce
     Rusă (54,85%)
     Ucraineană (42,86%)
     Alte limbi (0,52%)
Conform recensământului din 2001, majoritatea populației localității Osadce era vorbitoare de rusă (54,85%), existând în minoritate și vorbitori de ucraineană (42,86%).